# 高橋洋樹
高橋洋樹（日语：／ Takahashi Hiroki，1965年11月6日—），日本男性動畫歌手。

## 概要
- 高橋洋樹最著名的歌曲是動畫《七龍珠》的主題曲「不可思議的冒險」[1][2][3][4][5][6]。他也演唱插入歌。
- 他也是搖滾樂團COME ON BABY（日语：COME ON BABY）的主唱，該樂團活躍於1988年至1990年。
- 他在1994年左右暫停了音樂活動，但在2004年恢復了活動。目前，他在建築測量師的工作和音樂事業之間取得平衡，並積極進行現場表演[7][8][9][10]。
- 2015年，他加入株式會社LIFE TIME／MOJOST，該公司還包括JAM Project的福山芳樹。

## 簡歷
- 2005年7月：發行自我翻唱版《不可思議的冒險》。
- 2005年11月：推出特攝英雄節目（超星神系列（日语：超星神シリーズ）第3彈）《超星艦隊Sazer-X》同名主題歌CD。
- 2007年6月17日：作為嘉賓出演橋本潮的個人演唱會「把浪漫送給你 ～龍球Night!!」。
- 2007年11月：出演TBS綜藝節目，並在攝影棚現場演唱了「不可思議的冒險」。在演唱會後的訪談中，他透露自己目前從事建築業。節目嘉賓中川翔子被鮮少出現在電視上的高橋的表演深深打動，當場跪倒在地，高呼。
- 2007年12月15日：在Spotify O-EAST舉辦的現場活動「ANIME JAPAN FES（日语：ANIME JAPAN FES） 2007“冬支陣” SUPER ANISON SPIRITS X’mas」（AJF冬之陣）。
- 2008年5月6日：出演《BS動畫主題歌大全集2008》（NHK BS2）。（同年4月24日錄製）
- 2008年6月4日：發行包含8首歌曲的迷你專輯（與橋本潮合作）[11]。其中包括「不可思議的冒險（21世紀版）」等歌曲。專輯中也收錄了兩首與橋本潮二重唱的新歌。主打歌由動畫音樂大師田中耕平田中公平負責配樂，他也是原始版本的音樂製作人。
- 2009年8月26日：單曲《Power Of Dreamer（日语：Power Of Dreamer）》發行，收錄Wii遊戲《七龍珠 天下第一大冒險（日语：ドラゴンボール 天下一大冒険）》的主題曲。
- 2012年：擔任今治市吉祥物的主題曲的作詞作曲。
- 2014年9月3日：為三麗鷗角色「切片妞（日语：KIRIMIちゃん）」的CD作品中的負責作曲。
- 自2017年起，參加每年在世界各國舉辦的「七龍珠交響冒險音樂會」。
- 2019年4月22日：出演BS11《Anison Days（日语：Anison Days）》[12][13]。
- 2021年7月28日：為紀念《七龍珠》動畫播出35週年，將重新發行《不可思議的冒險》黑膠唱片[14][15]。
- 2022年：榮獲大和市文化藝術獎[16]。
- 2022年2月：與影山浩宣、淺岡雄也等人一起出席線上活動「DRAGON BALL Games Battle Hour 2022」[17][18]。
- 2023年7月31日：在TBS《LOVE it！（日语：ラヴィット!）》節目中現場演出。應牧野真莉愛的請求演唱了「不可思議的冒險」[19][20]。

## 音樂作品
- 不可思議的冒險（《七龍珠》片頭主題曲）—1986年
  - 已發行了許多不一樣版本，包括《七龍珠Z》專輯中收錄的「New Remix Long Version」、《pop'n music 13 嘉年華》中使用的新錄製版本以及專輯中收錄的「21世紀版」。
- 七龍珠傳說（《七龍珠》插入歌）—1986年 ※收錄了新錄音（21世紀版）。
- （《七龍珠》插入歌）—1986年 ※同上
- （《七龍珠》插入歌）—1986年 ※同上
- 超星艦隊Sazer-X（《超星艦隊Sazer-X》片頭主題曲）—2005年
- （《超星艦隊Sazer-X》片尾主題曲）—2005年
- （與橋本潮二重唱。收錄於）—2008年
- （與橋本潮對唱。收錄於）—2008年
- Power Of Dreamer（日语：Power Of Dreamer）（Wii遊戲《七龍珠 天下第一大冒險（日语：ドラゴンボール 天下一大冒険）》主題曲）—2009年

## 逸事
- 1991年，在日本武道館舉辦的「HOT WAVE FESTIVAL IN BUDOKAN」（INGRY MONGRY（日语：いんぐりもんぐり）等人參加）上，熱情演唱了「不可思議的冒險」。
- 2006年3月，高橋失去了年幼的女兒，在她演唱主題曲「友情將超越時空…」的《超星艦隊Sazer-X》（2006年6月24日播出）的最後一集結尾，她的名字被寫成，以表達節目工作人員的哀悼。
- 2020年1月，他在上述七龍珠交響樂冒險馬德里音樂會上從舞台上摔了下來[21][22][23][24]。雖然受傷，但沒有生命危險，預計將繼續活動。為了安全起見，他將暫停2月的演唱會[25]。

## 相關項目
- FM ROCK KIDS（日语：FM ROCK KIDS）

## 外部連結
- 高橋洋樹 公式HP MOJOST （日語）—高橋洋樹的官方個人網站。
- 高橋洋樹 STAYmusic （日語）—高橋洋樹事務所的官方網站。
- 高橋洋樹的Facebook專頁 （日語）
- 高橋洋樹的X（前Twitter） （日語）
- 高橋洋樹的Instagram帳戶 （日語）
- YouTube上的高橋洋樹頻道 （日語）